# 菊池一雄
菊池 一雄（きくち かずお、1908年（明治41年）5月3日 - 1985年（昭和60年）4月30日）は、日本の彫刻家。第1回毎日芸術賞を受賞。

## 経歴・人物
菊池契月の長男として、京都市に生まれる。1926年（大正15年）に上京し、第一高等学校で藤川勇造から彫刻を学んだ。卒業後、1929年（昭和4年）に創設されたばかりの二科会の彫刻科に早川巍一郎らと共に所属し、塑像を制作する。後の1932年（昭和7年）に東京帝国大学文学部に入学し、在学中に自身の作品が初めて入選された。
卒業後の、1936年（昭和11年）留学のためフランスに渡り、シャルル・デスピオに師事する。1939年（昭和14年）に帰国し、2年後の1941年（昭和16年）に新制作派協会員の一員となった。同年、第5回同協会が主催する作品展に出品された。この作品は緻密で奇抜なもので後に日本だけでなく海外でも注目を浴び、一躍有名となった。その後も毎日芸術賞等多くの賞を受賞された。1952年（昭和27年）から1976年（昭和51年）の退職までは東京芸術大学や京都市立芸術大学で教鞭を執った。

## 受賞歴
- 第1回毎日芸術賞 - 1949年（昭和24年）
- 毎日出版文化賞 - 1950年（昭和25年）

## 主な作品

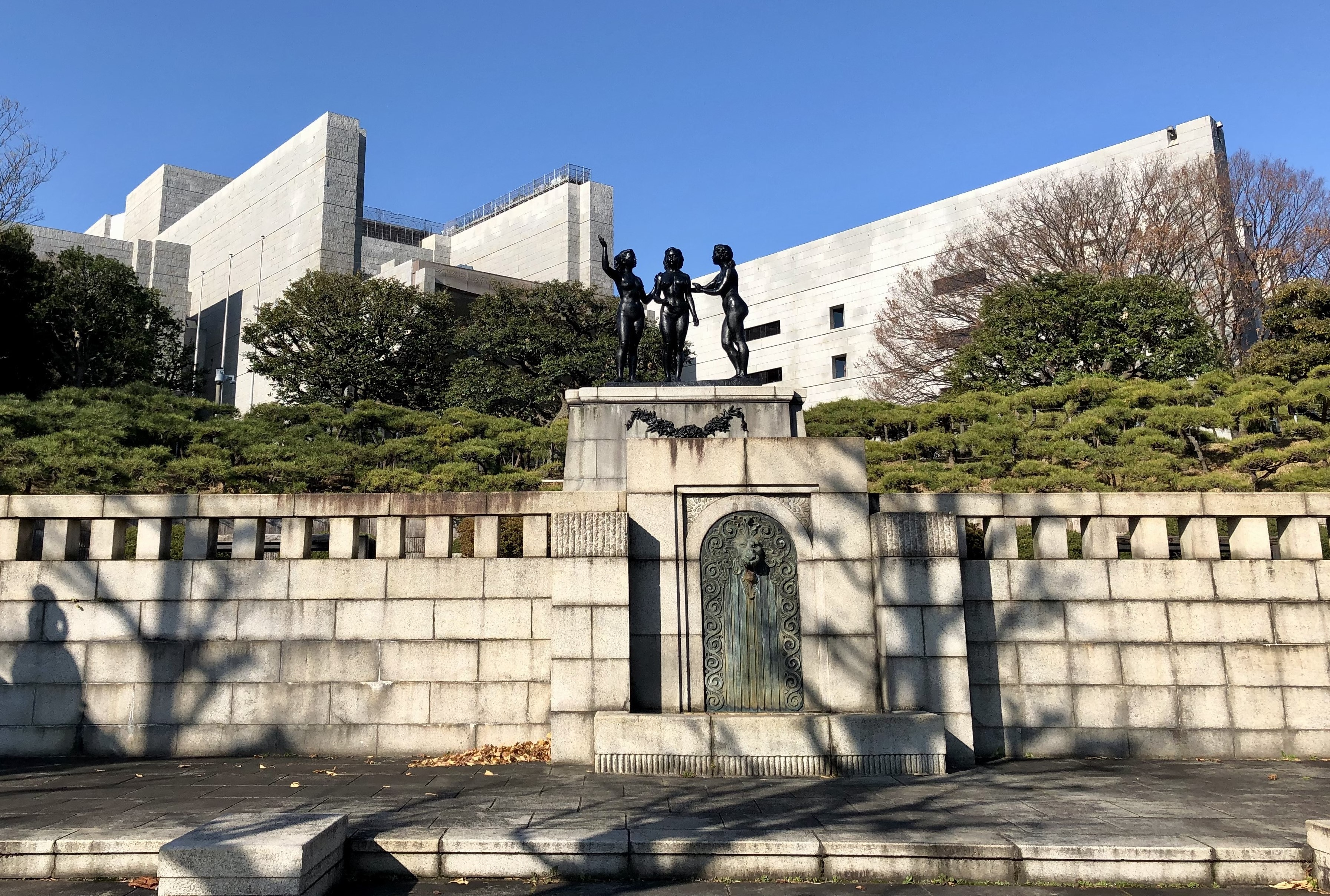
《平和の群像》と最高裁判所

### 代表的な作品
- 『原爆の子の像』 ‐ 広島県広島市平和記念公園内に所在。
- 『平和の群像』（広告人顕頌碑） ‐ 東京都千代田区三宅坂に所在。

### その他の作品
- 『青年像』 ‐ 慶應義塾大学三田キャンパス内に所在。この作品で第1回毎日芸術賞受賞。
- 『ギリシアの男』 ‐ フランス、パリのサロン・ドートンヌに出品。
- 『カリスト君』
- 『トルソ』

このうち下記2つは二科展に出品されている。

## 著書
- 『ロダン』‐ 毎日出版文化賞受賞。